# والتر كوبل
والتر كوبل (بالألمانية: Walter Koppel)‏ هو منتج أفلام ألماني، ولد في 23 أبريل 1906 في كولونيا في ألمانيا، وتوفي في 25 أكتوبر 1982 في ماربورغ في ألمانيا.

## وصلات خارجية
- والتر كوبل على موقع IMDb (الإنجليزية)
- والتر كوبل على موقع مونزينجر (الألمانية)
- والتر كوبل على موقع ألو سيني (الفرنسية)
- والتر كوبل على موقع قاعدة بيانات الأفلام السويدية (السويدية)
- والتر كوبل على موقع قاعدة بيانات الفيلم (الإنجليزية)
- والتر كوبل على موقع كينوبويسك (الروسية)